# Танунапат
Танунапат (санскр. Tanûnapât толкуется обыкновенно «сын самого себя») — в ведийской мифологии эпитет бога огня Агни, обыкновенно, однако, встречающийся без этого последнего имени, что указывает до некоторой степени на начинавшееся обособление мифологического образа или на первичную его самостоятельность (последнее менее вероятно). 
В сборнике ведийских глосс Найгхантука название Танунапат встречается в качестве самостоятельного имени, не синонима Агни. В самой Ригведе оно встречается всего восемь раз и всегда, за исключением двух случаев, в так называемых гимнах Апри (Aprî), представляющих собой литургические воззвания перед началом животного жертвоприношения, в которых под разными именами и формами призывается огонь. Ходячее толкование, приведённое выше, дано уже комментатором вед, Яской, и представляет огонь самопроизвольно зародившимся в дереве и облаках. 
В противоположность двум другим таким же полусамостоятельным формам огненного бога — Матаришвану и Нарашнсе, Танунапат называется «божественным (âsura) зародышем». Танунапат призывается для совершения жертвы богам. Он распределяет жертву, богатую мёдом и топлёным маслом. Боги чтят его три раза в день, а Варуна, Митра и Агни (представляющийся здесь отдельным от Танунапата существом) — ежедневно.